# Oliver Twist
 For alternative betydninger, se Oliver Twist (flertydig). (Se også artikler, som begynder med Oliver Twist)
Oliver Twist er en roman fra 1837-1838, skrevet af Charles Dickens.
Den udkom på dansk i 1845 og handler om drengen Oliver Twist. Romanen fortæller om Olivers trængsler i London og var Charles Dickens' kritik af fattigloven fra 1834.
Romanen er dramatiseret i en række udgaver og er blandt andet indspillet som film i mindst ti versioner, hvoraf de mest kendte nok er David Leans version fra 1948 og Roman Polanskis fra 2005, lige som der findes tre tv-serier baseret på romanen. Desuden er musicalen Oliver! baseret på romanen.